# Nanduk sawannowy
Nanduk sawannowy (Nhandu cerradensis) – gatunek pająka z infrarzędu ptaszników i rodziny ptasznikowatych.

## Taksonomia i ewolucja
|  | N. carapoensis                                                      |
|  |                                                                     |
|  | \| \| N. coloratovillosus \| \| \| \| \| \| N. tripepii \| \| \| \| |
|  |                                                                     |
|  | N. coloratovillosus                                                 |
|  |                                                                     |
|  | N. tripepii                                                         |
|  |                                                                     |

|  | N. coloratovillosus |
|  |                     |
|  | N. tripepii         |
|  |                     |

|  | N. carapoensis                                                      |
|  |                                                                     |
|  | \| \| N. coloratovillosus \| \| \| \| \| \| N. tripepii \| \| \| \| |
|  |                                                                     |
|  | N. coloratovillosus                                                 |
|  |                                                                     |
|  | N. tripepii                                                         |
|  |                                                                     |

|  | N. coloratovillosus |
|  |                     |
|  | N. tripepii         |
|  |                     |

Gatunek ten opisany został po raz pierwszy w 2001 roku przez Rogéria Bertaniego na łamach „Arquivos de Zoologia”. Jako lokalizację typową wskazano gminę Alto Paraíso de Goiás w brazylijskim stanie Goiás. Według przeprowadzonej przez Bertaniego analizy filogenetycznej zajmuje on pozycję bazalną w obrębie rodzaju Nhandu.

## Morfologia
Pająk osiągający około 50 mm długości ciała.
Karapaks jest czarny, dłuższy niż szerszy, o lekko wyniesionej i sklepionej części głowowej oraz wyraźnie zaznaczonych rowkach głowowych i tułowiowych. Jamka jest krótka i głęboka, u samca nieco wygięta ku przodowi, u samicy mocniej wygięta ku tyłowi. Na owłosienie karapaksu składają się włoski krótkie i cienkie, przy krawędziach sterczące, a u samicy ponadto wmieszane w nie włoski bardzo długie i kręcone. W widoku górnym oczy przednio-środkowe leżą bardziej z tyłu niż przednio-boczne, a tylno-środkowe bardziej z przodu niż tylno-boczne. Szczękoczułki mają po od 10 do 12 zębów na krawędziach bruzd. Sternum i biodra są szarawo ubarwione.
Odnóża są czarne z wyraźnymi, wyraźniejszymi u samic niż u samców, białymi obrączkami na udach, rzepkach i wierzchołkach goleni oraz bardzo słabo zaznaczonymi wzdłużnymi paskami. Owłosienie odnóży jest obfite i długie; u samic włoski są dłuższe i kręcone. U samca pierwsza para odnóży ma na goleni apofizę (hak) z dwiema osadzonymi na wspólnej podstawie, prostymi gałęziami, z których tylno-boczna jest pośrodku przewężona, a nadstopie wykrzywione tak, że w pozycji napiętej wchodzi w kontakt z wierzchołkiem wspomnianej gałęzi tylno-bocznej.
Opistosoma (odwłok) u obu płci ma włoski drażniące typu I i III.
Nogogłaszczki samca mają gruszkowaty bulbus z krótkim, nieco bocznie w odsiebnym odcinku spłaszczonym embolusem, zaopatrzonym w kile przednio-boczne, z których prolateralny górny tworzy odsiebnie krawędź embolusa, retrolateralny jest wydatny i zaostrzony, apikalny jest rozwinięty w części pośrodkowej, a subapikalny dobrze wykształcony, trójkątny i obrzeżony drobnymi ząbkami.
Genitalia samicy zawierają krótkie spermateki o częściach nasadowych (szypułkach) węższych od części wierzchołkowych.

## Ekologia i występowanie
Gatunek neotropikalny, południowoamerykański, endemiczny dla Brazylii, podawany ze stanów Amazonas, Bahía i Goiás. Zamieszkuje otwarte, suche tereny trawiaste formacji cerrado.